# Коробочный программный продукт
Коробочный программный продукт (или коробка)— это программное обеспечение, которое подразумевает самостоятельную инсталляцию и настройку пользователем. Если вдруг вы приобрели "коробку" и не можете настроить продукт, то вы не можете предъявить претензии к производителю. Обратитесь к специалисту, который умеет настраивать подобные коробочные решения, заплатите ему за услугу - он профессионально вам всё настроит.
Кроме того, коробочный программный продукт предназначен для неопределённого круга покупателей. Он поставляется на условиях «как есть», со стандартными для всех покупателей функциями. В отличие от заказного программного продукта, само появление которого обусловлено требованием конкретного заказчика. И в отличие от проектного программного продукта, продажа которого может, по требованию заказчика, сопровождаться проектной доработкой или разработкой функций, дополняющих стандартные (базовые) возможности.

## Преимущества коробочного программного продукта
Использование коробочного программного продукта обычно уменьшает затраты на создание информационных систем.
В коробочном продукте используется вся заявленная функциональность, мы не можем изменить или сократить её и повлиять таким образом на стоимость продукта. Коробочным продуктом можно пользоваться после автоматизированной процедуры инсталляции, которая описана в самом же продукте, и для инсталляции требуется компетенция пользователя — не нужно быть специалистом по продукту. Известный пример коробочного продукта — Microsoft Office, который может инсталлировать даже начинающий пользователь. Собственно использование коробочного продукта осуществляется в соответствии со стандартными инструкциями (руководствами), входящими в состав продукта.

## Свободное программное обеспечение
Свободное программное обеспечение может как являться коробочным программным продуктом, так и не являться, в зависимости от способа распространения. Так, если пользователь устанавливает его из бинарного пакета, оно является коробочным программным продуктом, изменить функциональность невозможно. В то же время при установке из исходного кода зачастую можно отключить ненужные модули, поменять параметры или иначе повлиять на его свойства.
Свободное программное обеспечение может служить основой для коммерческих коробочных продуктов, являясь его неотделимой частью (например, ядро Linux Red Hat в Ideco ICS)

## Примеры
- 1С:Бухгалтерия является коробочным программным продуктом, в отличие от разрабатываемых программ бухгалтерского учёта для конкретных предприятий, но при необходимости может быть доработана.